# هيلموت فايفر
هيلموت فايفر (بالألمانية: Helmut Pfeiffer)‏ (و. 1907 – 1945 م) هو قانوني، ومحامي ألماني، كان عضوًا في الحزب النازي، كان عضوًا في شوتزشتافل، توفي في كوبنهاغن، عن عمر يناهز 38 عاماً.

## التعليم
تعلم في جامعة كولونيا
.

## جوائز
حصل على جوائز منها:

Knight of the Order of the Dannebrog ‏